# Новомиколаївський (Вигоницький район)
Новомиколаївський (рос. Новониколаевский) — селище в Вигоницькому районі Брянської області Російської Федерації.
Населення становить 30 осіб. Входить до складу муніципального утворення Хмелевське сільське поселення.

## Історія
Від 2005 року входить до складу муніципального утворення Хмелевське сільське поселення.

## Населення
| 2010 | 2013 |
| ---- | ---- |
| 33   | ↘30  |